# Marcelo Asteggiano
Marcelo Asteggiano (Rafaela, Provincia de Santa Fe, 4 de agosto de 1965), exfutbolista y director técnico argentino. Jugaba como defensa central.

## Trayectoria
Reconocido defensa central, jugó en Argentina, Uruguay, México y Perú. Debutó en Racing Club de Argentina en 1984 y militó en la Academia hasta 1989 año en que viajó a México para jugar por el Cruz Azul. En 1991 regresó a Argentina para jugar por Huracán para luego trasladarse a Uruguay y jugar por Peñarol.
En Perú militó en Universitario de Deportes, convirtiéndose uno de sus jugadores importantes entre los años 1993 y 1994, jugando al lado de José Luis Carranza y Roberto Martínez.
Por sus grandes actuaciones fue contratado por Sporting Cristal. En 1995 se consagró bicampeón nacional con el equipo, en un partido jugado ante Alianza Lima en el Estadio Nacional. El año 1996 fue uno de sus mejores años. El domingo 27 de octubre, bajo la conducción técnica de Sergio Markarián, se consagró tricampeón nacional con Sporting Cristal. Al siguiente año llegó a obtener el subcampeonato de la Copa Libertadores de América de 1997. En 1998 jugó su cuarta y última temporada con el cuadro celeste logrando el subtítulo.
Su trayectoria en Perú terminó en 1999 cuando jugó por el Sport Boys. Regresó a Argentina para el Atlético Rafaela y luego a Uruguay jugando por el Defensor Sporting. Finalmente culminó su trayectoria en el Ben Hur de su tierra natal.
Fue asistente técnico de José Guillermo del Solar, entrenador peruano, a cargo de Sporting Cristal de Perú, saliendo campeón de la Primera División de 2005. En 2007, Asteggiano tomó la decisión de volver a dirigir junto a Germán Soltermam en el Club 9 de Julio, equipo que en 2004 logró el ascenso al Torneo Argentino A. El 3 de agosto de 2007 fue presentado como asistente del entrenador José Guillermo del Solar, del comando técnico a cargo de la selección del Perú.

## Clubes

### Como futbolista
| Club                      | País      | Año         |
| ------------------------- | --------- | ----------- |
| Racing Club               | Argentina | 1984 - 1989 |
| Cruz Azul                 | México    | 1989 - 1990 |
| Huracán                   | Argentina | 1991        |
| Peñarol                   | Uruguay   | 1992        |
| Universitario de Deportes | Perú      | 1993 - 1994 |
| Sporting Cristal          | Perú      | 1995 - 1998 |
| Sport Boys                | Perú      | 1999        |
| Atlético Rafaela          | Argentina | 1999 - 2000 |
| Defensor Sporting         | Uruguay   | 2000        |
| Sportivo Ben Hur          | Argentina | 2001 - 2003 |

### Como entrenador
| Club              | País | Año  |
| ----------------- | ---- | ---- |
| Deportivo Coopsol | Perú | 2018 |

## Palmarés

### Como futbolista

#### Campeonatos nacionales
| Título                    | Club                      | País | Año  |
| ------------------------- | ------------------------- | ---- | ---- |
| Primera División del Perú | Universitario de Deportes | Perú | 1993 |
| Primera División del Perú | Sporting Cristal          | Perú | 1995 |
| Primera División del Perú | Sporting Cristal          | Perú | 1996 |

#### Copas internacionales
| Título                 | Club        | Sede           | Año  |
| ---------------------- | ----------- | -------------- | ---- |
| Supercopa Sudamericana | Racing Club | Belo Horizonte | 1988 |